# 円明園
円明園（えんめいえん）は、中華人民共和国北京市海淀区に位置する、清代に築かれた離宮の遺構である。面積は350ヘクタールに及ぶ。中国の5A級観光地（2019年認定）。

## 歴史

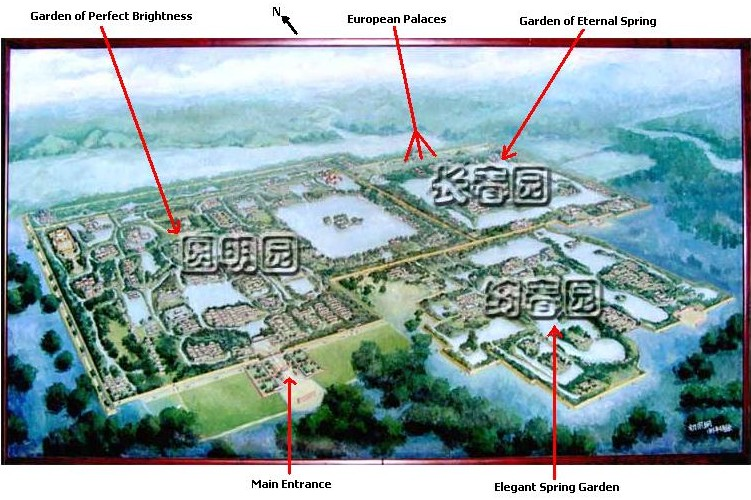
円明園全景
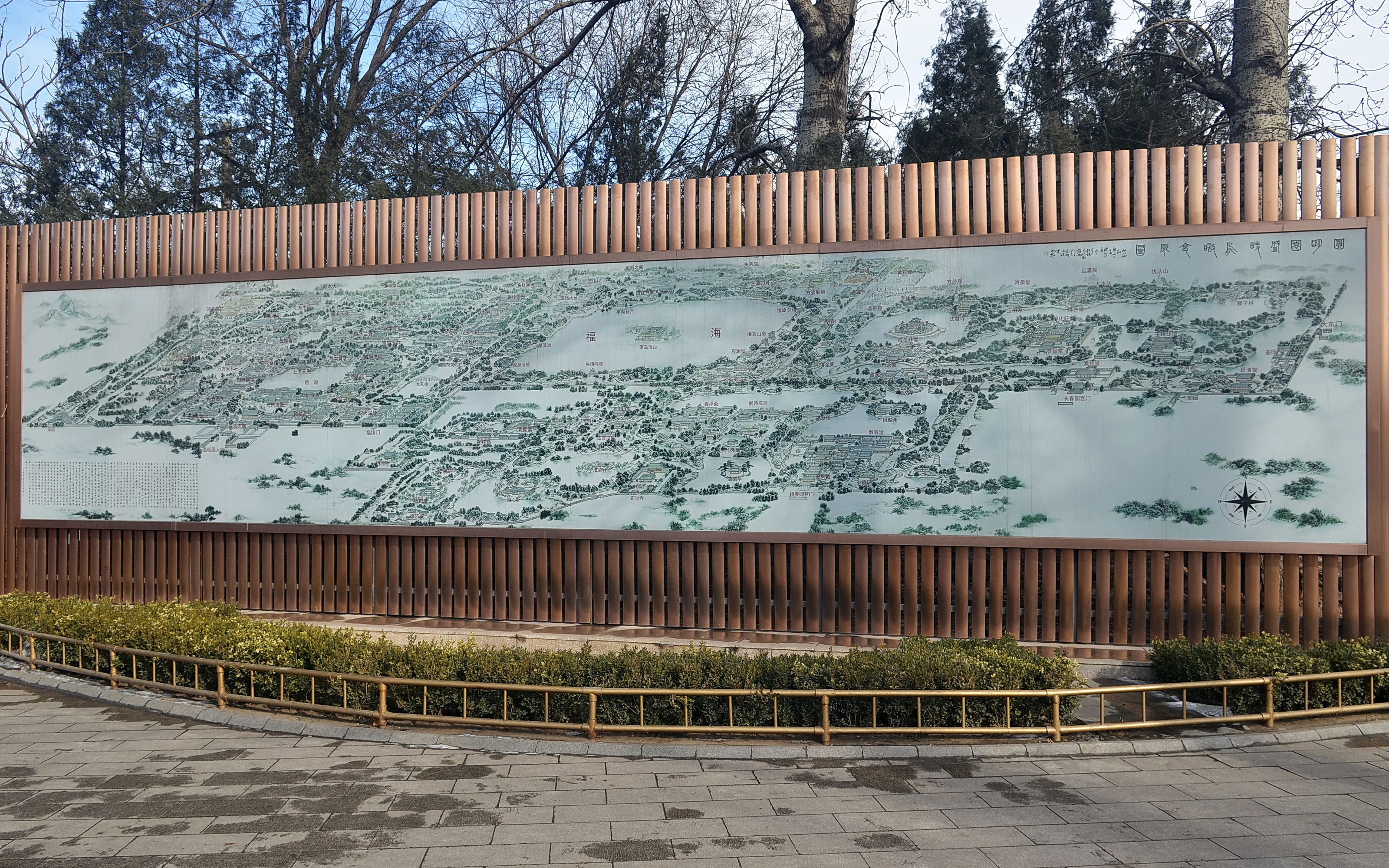
略奪直前の円明園全景図
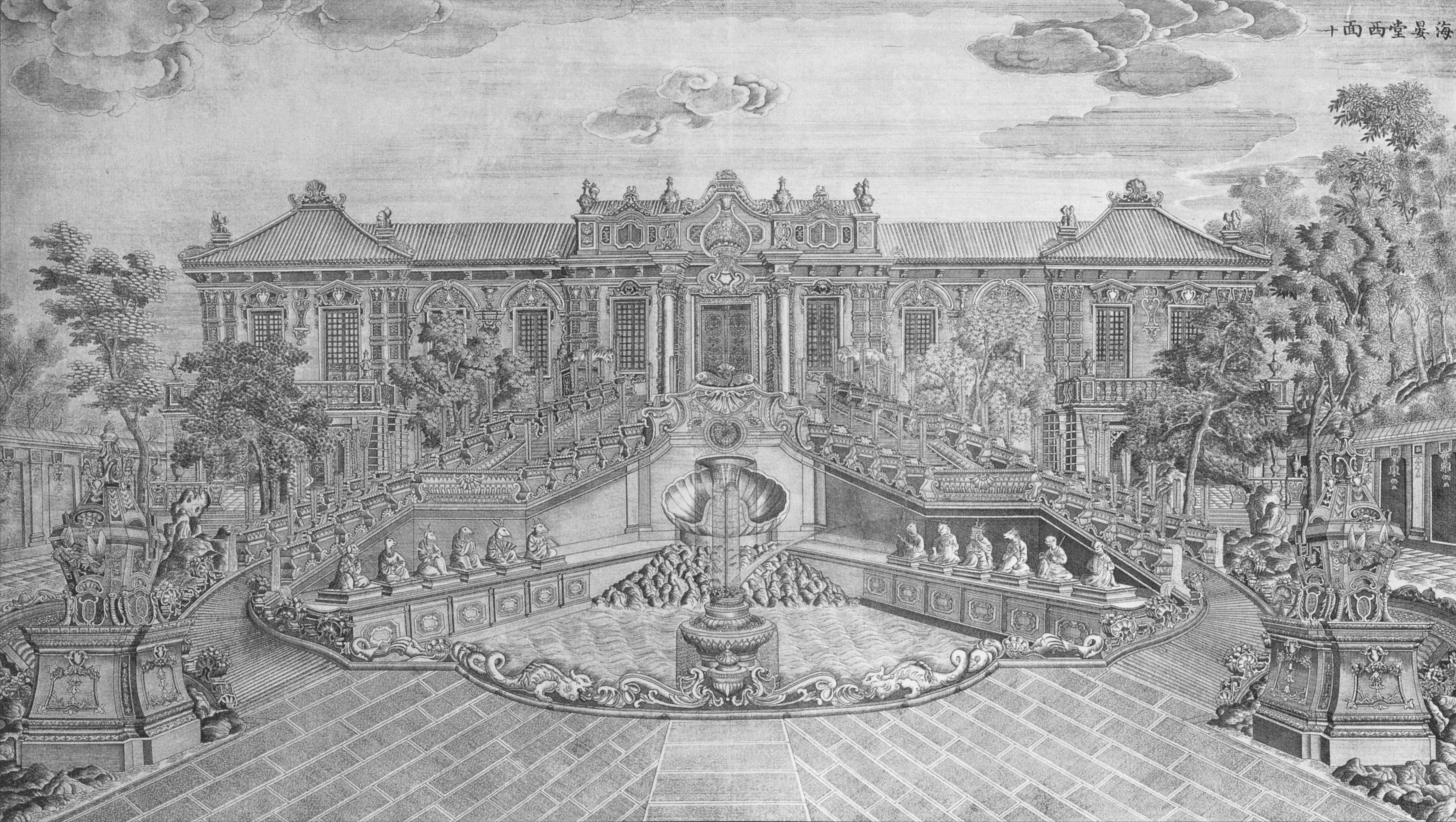
海晏堂を描いた銅版画

1709年（康熙48年）、清朝4代皇帝康熙帝が、皇子の胤禛（いんしん）に下賜した庭園がその起源となる。胤禛が皇帝（雍正帝）に即位、1725年（雍正3年）以降様々な建物が増築され、庭園も拡張された。
乾隆帝の時代には、円明園の東に長春園、南東に綺春園（のちに万春園と改称）が設けられた（この円明園、長春園、綺春園を総称して、広義の円明園となる）。長春園の北側には、イエズス会士のブノワ（en:Michel Benoist）、カスティリオーネらが設計にかかわった噴水が設けられ、西洋風の建物・西洋楼が建てられた。嘉慶帝の時代にも大規模な修築が行われ、揚州から最高級の建具が取り寄せられた。そして、文源閣には四庫全書の正本が収められた。
ヨーロッパでは"Old Summer Palace"などの名で紹介された。

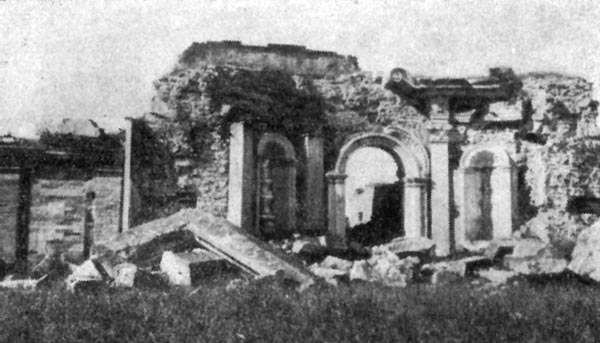
破壊された海晏堂

しかし、1856年（咸豊6年）に勃発したアロー戦争（第二次アヘン戦争）に際して、北京までフランス・イギリス連合軍が侵入、フランス軍が金目のものを全て略奪したのち、遠征軍司令官エルギン伯の命を受けたイギリス軍が「捕虜が虐待されたことに対する復讐」として徹底的に破壊し、円明園は廃墟となった。これに対して円明園を評価していたヴィクトル・ユーゴーら一部の文化人はこの破壊行為を批判した。ただし、長春園北側の西洋楼庭園の海晏堂前の噴水時計に設置されていた十二支像がこの時破壊・略奪されたという見解があるが、実際にはこのときは被害を免れ移設されたものである。1930年ごろに北京近郊でこの12の像の写真が撮影されており、その後首を切断され流出したものと考えられる（詳細は円明園十二生肖獣首銅像を参照）。この際、円明園から略奪された宝物は大英博物館など主にヨーロッパ各地の博物館に所蔵・展示されている。その後も、1900年の義和団の乱などの戦乱や1966年に始まった文化大革命により円明園はさらに荒廃し、そのまま放置された。
1984年に遺跡公園建設が始まり、一部の地域が修復、整備された。1988年に中華人民共和国の国の重点保護文化財に指定され、観光資源として数多くの観光客を集めている。円明園自体への入場料は10元、西洋楼遺址区への入場料は15元。2000年代に入ると成人式の会場などのイベントにも利用され始めた。
現在では、廃墟のまま保存すべきか、一部でも復元すべきか中国国内で議論されている が、2007年に中国当局は2008年から200億元をかけて一部の復元事業を行うことを発表した。発表の翌月には、円明園の遺跡保護プロジェクトが発足した。そのプロジェクトは、正覚寺の再建と保護、長春園宮門区の保護など、8つの重点項目がある。最大の課題になっているのは、景観装飾用水を再生水にする計画である。数百万立米に及ぶ再生水を再利用する。水質を高めて、植物や生物による最新の水質浄化技術で、循環と浄化を行う。

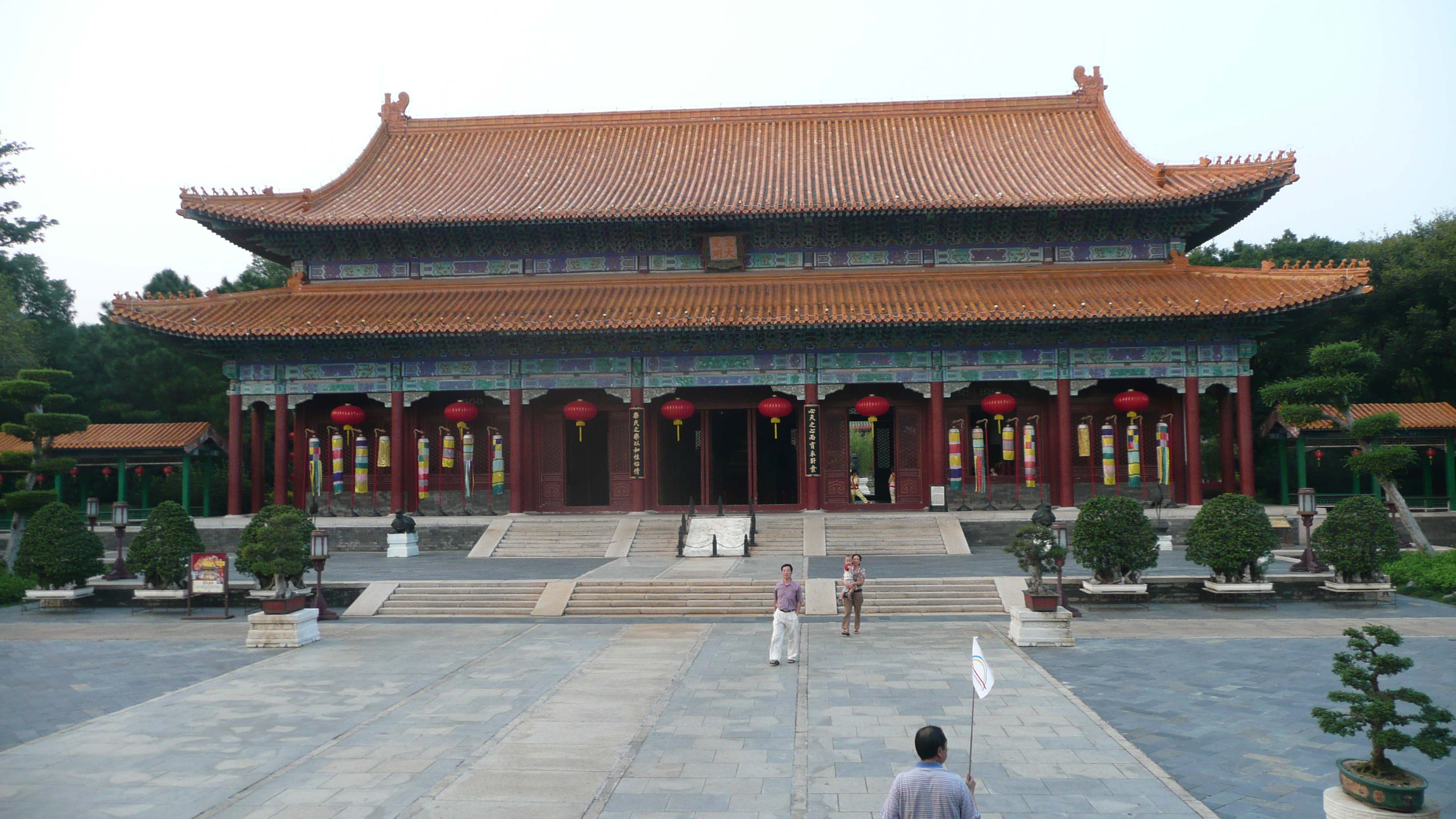
珠海・円明新園の正大光明殿

中国政府は、近年になって流出した宝物などの回収に本腰を入れており、これまでに海晏堂の十二支像のうち丑、申、寅、亥、午は中国企業が約10億3400万円で購入して中国政府に返還した。2009年2月にイヴ・サン＝ローランが所有していた卯と子の像が競売にかけられる事が判明し、中国側は購入のため交渉に乗り出した。結局、2月25日に銅像はそれぞれ1570万ユーロ（当時の日本円で約39億円）で民間組織「海外流出文化財救出基金」の顧問を名乗る蔡銘超により落札されたが、「金を払うつもりはない。中国人としての責任を果たしただけだ」と語り、結局代金を支払うことはなかった。だがこれに対しては国外はもとより、中国国内でも批判の声が上がり、中国国家文物局]も「個人的行為」だと表明して国の関与を否定するにいたった。
一方、蔡の発言に対しては所有者だったサン＝ローランのパートナー、ピエール・ベルジェが「中国が人権を守り、ダライ・ラマ14世がチベットに帰還出来るなら中国政府に銅像を引き渡してもいい」 と発言したことから中国は反発、結局像はベルジェの手元に残された。同年8月には、円明園で十二支像を含む噴水時計が復元された。
また、中国の円明園管理所がアメリカ合衆国全土の博物館を巡回して円明園の宝物を追跡していることについて、アメリカのニューヨークタイムズ紙は「奪回をもくろんでいるのではないか」「中国国民へのポーズに過ぎない」と批判している。。2012年11月には、イギリスのオークション会社ボナムズが、予定していた円明園の宝物2点のオークションを中止した。
一方、上記の卯と子の像は、PPRの創業者フランソワ・アンリ・ピノーが交渉の末にベルジェから所有権を手に入れ、2013年6月28日に中国国家博物館へ寄贈、現在展示されている。
なお、広東省珠海市にテーマパークとして円明園を再現した円明新園が1999年に完成しており、清を題材とした映画などの収録に使われている。

## 円明園画像

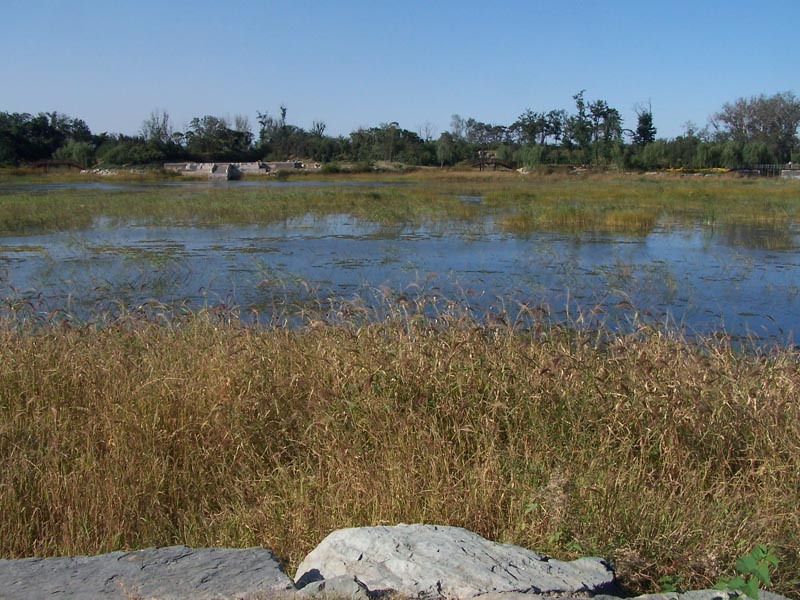
円明園九洲後湖遺跡
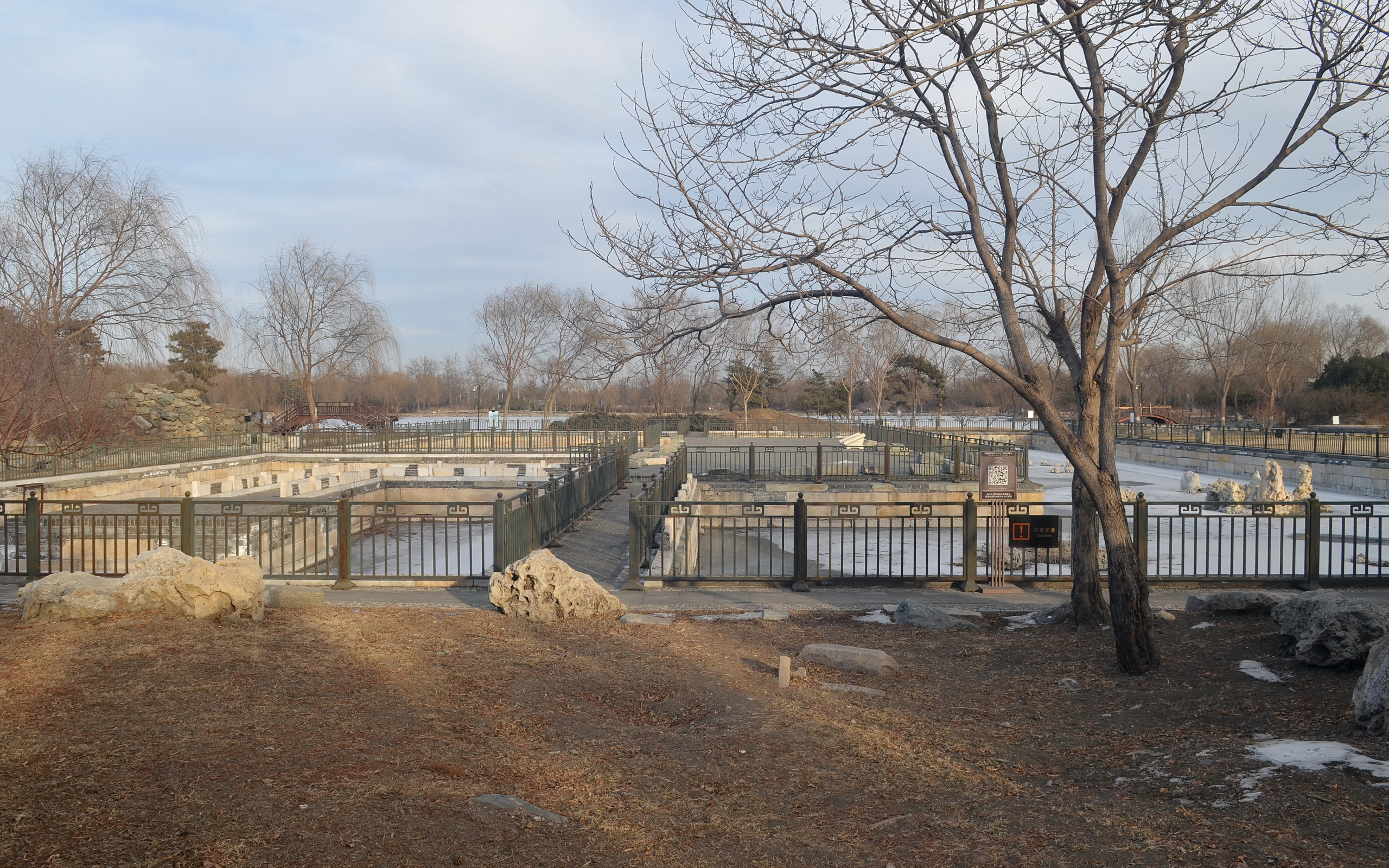
坦坦蕩蕩遺跡
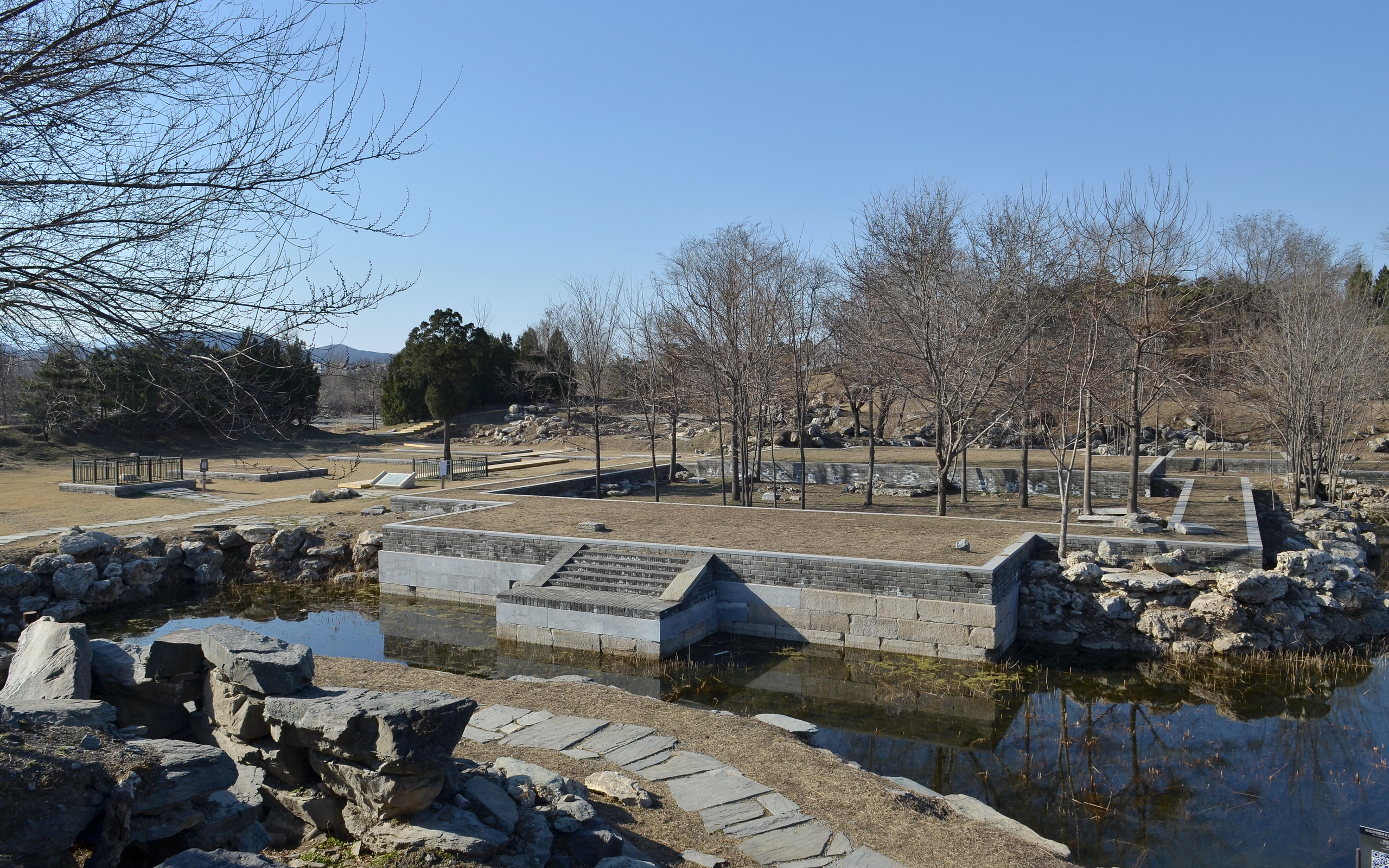
杏花春館遺跡
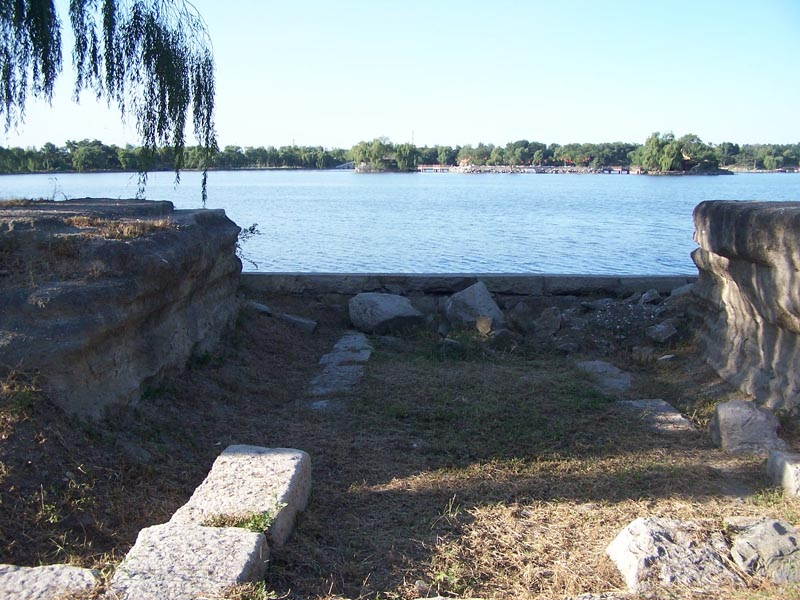
円明園福海遺址区
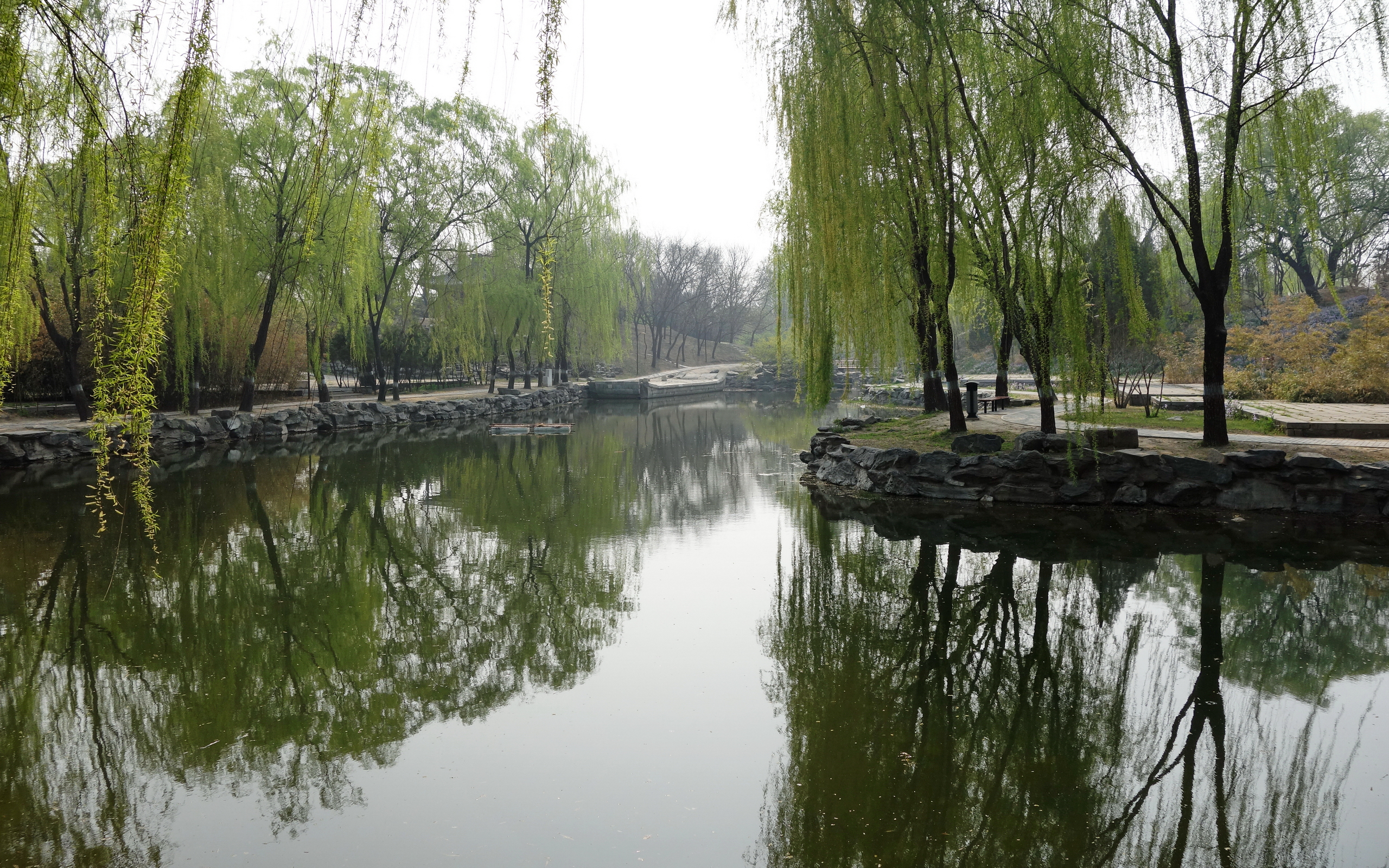
別有洞天遺跡
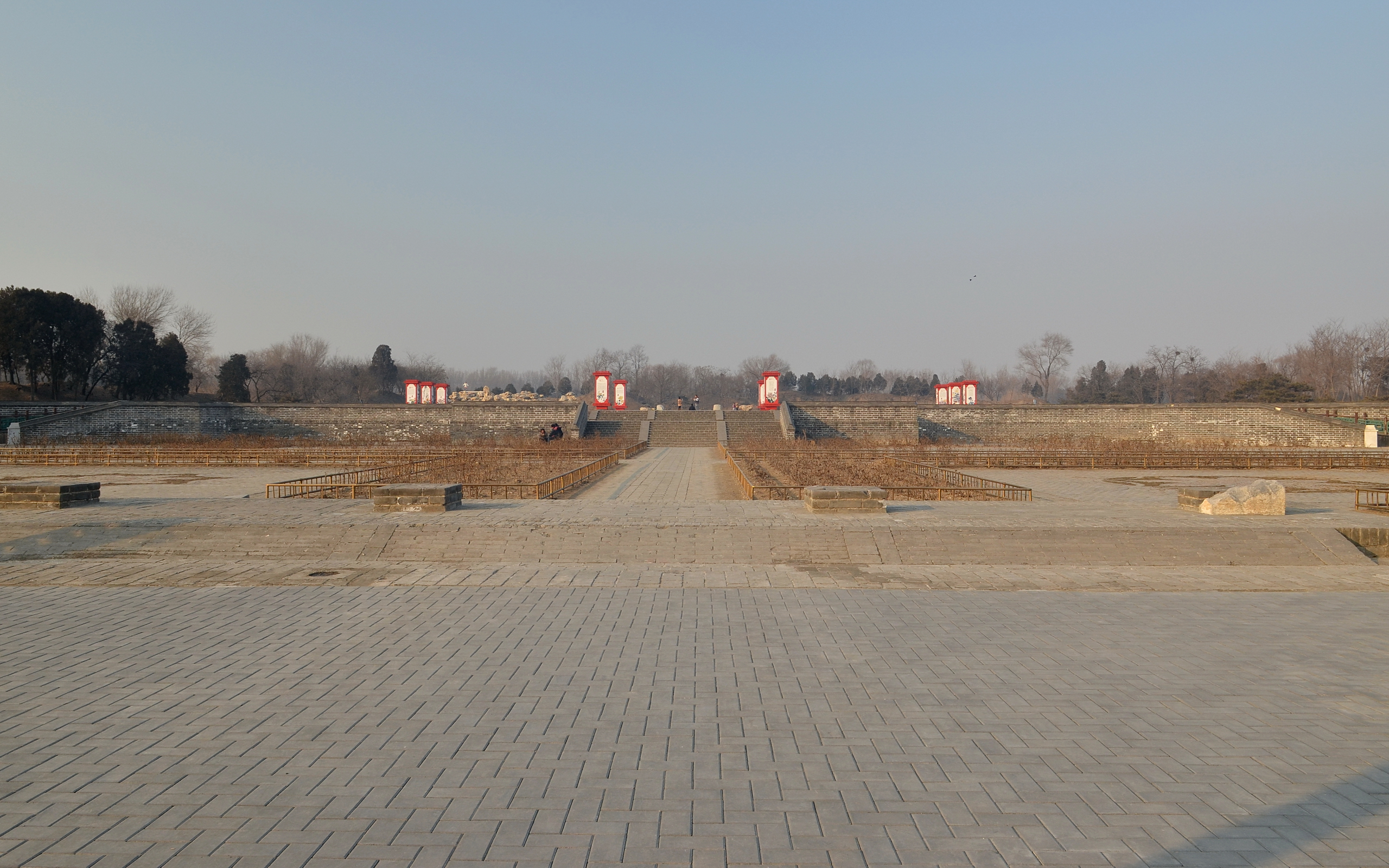
含経堂遺跡
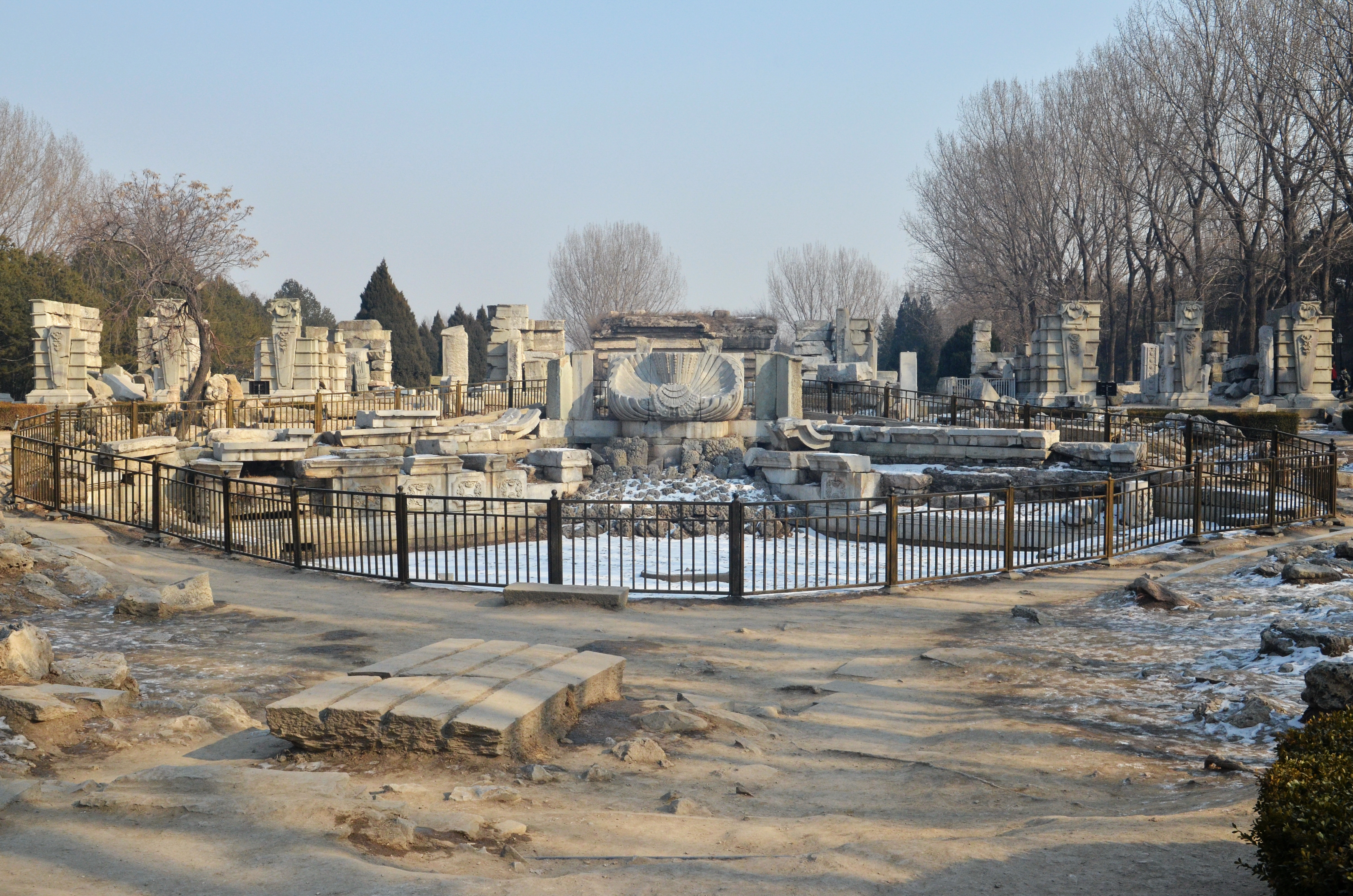
海晏堂廃墟
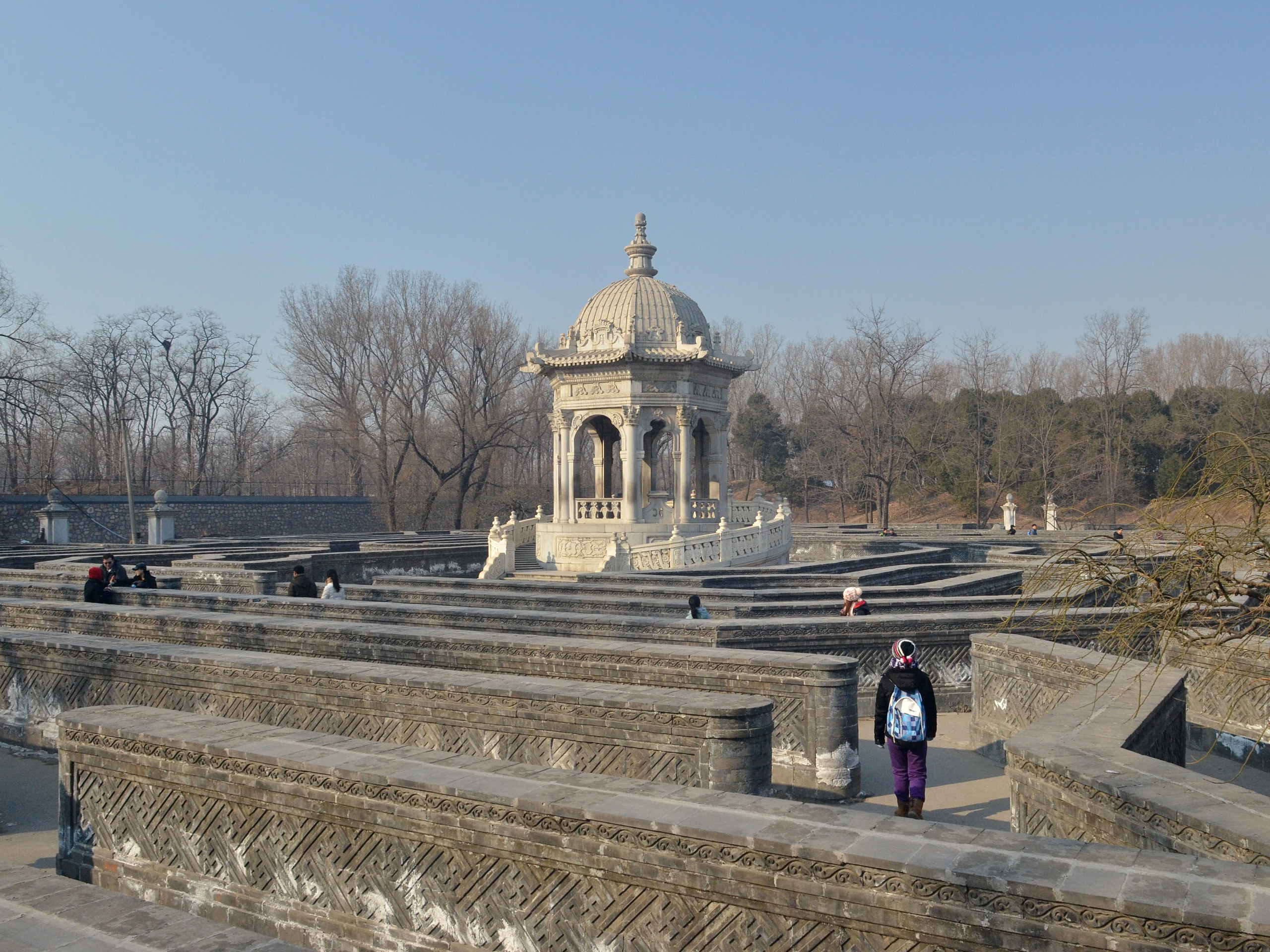
万花陣

## 海晏堂の十二支像

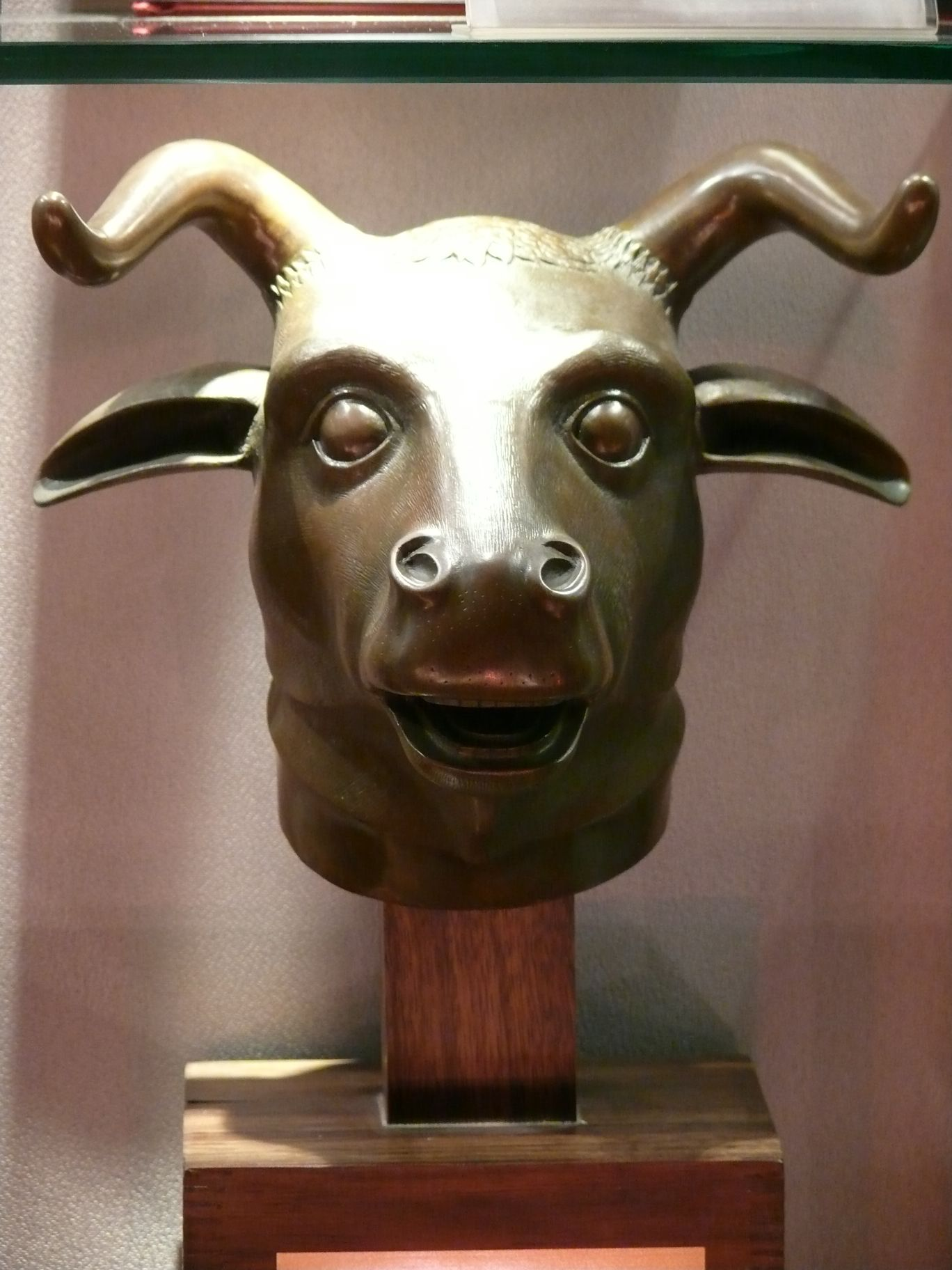
丑
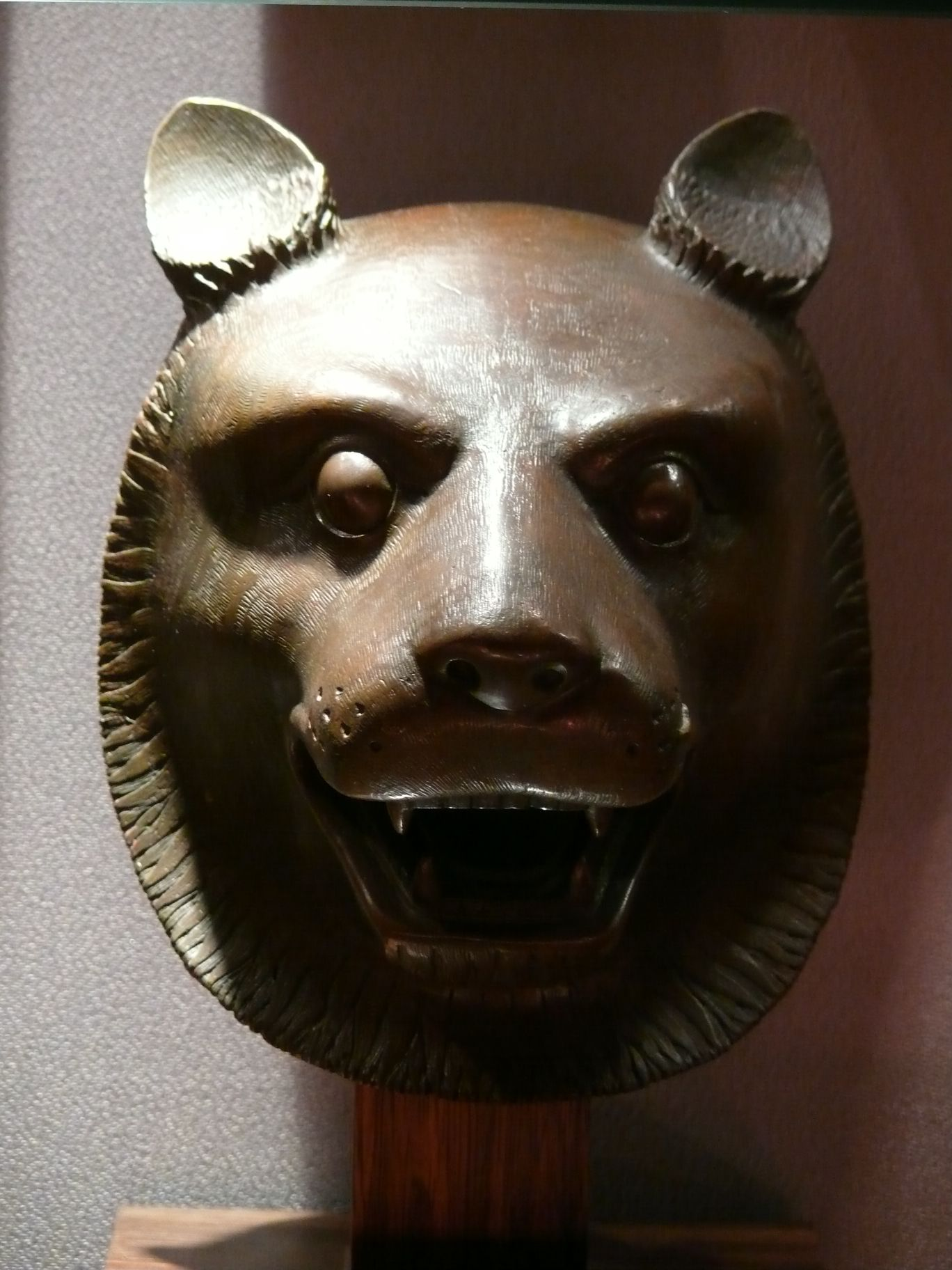
寅
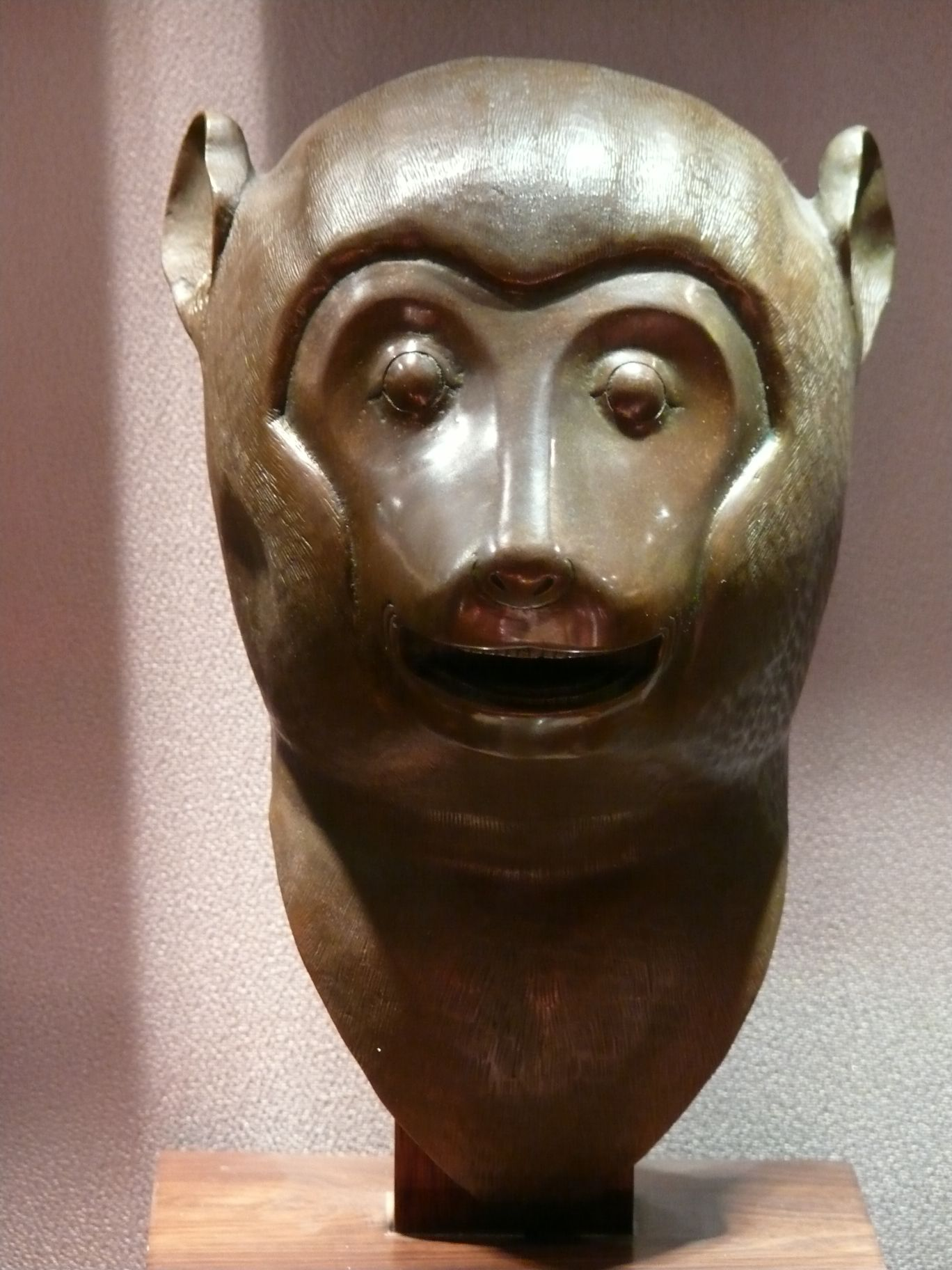
申
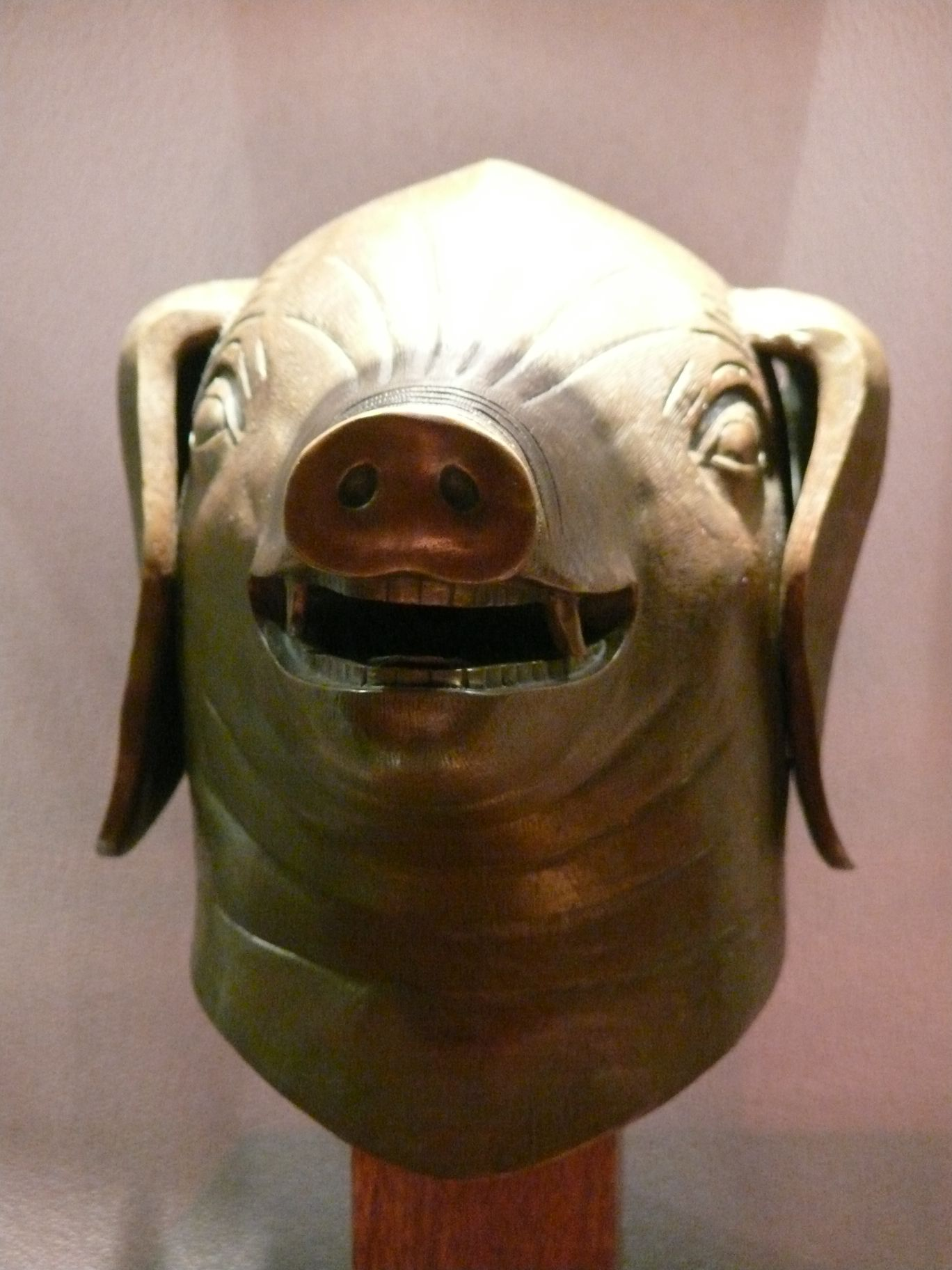
亥